# Гнила (балка)
Гнила́ (рос. Б. Гнилая) — балка (річка) в Україні у Запорізькому районі Запорізької області. Права притока Мокрої Московки (басейн Дніпра).

## Опис
Довжина балки приблизно 8,01 км, найкоротша відстань між витоком і гирлом — 6,56 км, коефіцієнт звивистості річки — 1,22. Формується декількома балками та загатами. На деяких ділянках балка пересихає.

## Розташування
Бере початок у селі Михайло-Лукашеве. Тече переважно на південний захід і на північній околиці села Московка впадає в річку Мокру Московку, ліву притоку Дніпра.

## Цікаві факти
- Біля витоку балки на північній стороні на відстані приблизно 167,36 м у селі Михайло-Лукашеве пролягає автошлях М15[2] (автомобільний шлях міжнародного значення на території України, Одеса — Рені — кордон із Румунією).
- У XIX столітті над балкою у колишньому селі Михайлівка існувало 5 вітряних млинів[1].